# Will Turner
William Turner, Jr., meglio noto come Will, è il co-protagonista dei primi tre film della saga cinematografica Pirati dei Caraibi. Egli è interpretato da Orlando Bloom (e, nel flashback iniziale del primo film in cui compare da bambino, da Dylan Smith).

## Il personaggio
Will è un apprendista fabbro a Port Royal. È innamorato della figlia del Governatore, Elizabeth Swann, anche se occupa una classe sociale più bassa di lei. Will è un ottimo spadaccino, anche se gli manca l'esperienza di un vero combattimento. Anche se educato, Will è coraggioso, come si vede quando si confronta con il capitano Jack Sparrow in uno scontro con la spada e dimostra grande tempra quando affronta i pirati maledetti a Port Royal.
Nel primo film egli è fedele ai suoi amici e rischierebbe di tutto per proteggerli, soprattutto Elizabeth. Tuttavia nel secondo e nel terzo film Will mostra di sé anche un carattere più freddo e calcolatore, a tratti egoista, seppur egli agisca comunque a fin di bene. Durante lo scontro finale con la Marina, Will torna ad essere quello di una volta riscattandosi e salvando Elizabeth, che ha sposato durante la tempesta, e i suoi amici. Tentando di proteggere i suoi compagni, Will viene tuttavia ucciso da Davy Jones ma fortunatamente, con l'aiuto di Jack, pugnala il cuore uccidendolo e tornando in vita sebbene sia costretto a prenderne il posto a bordo dell'Olandese.
Nonostante sia privo di poteri soprannaturali, Will Turner è un abile fabbro commerciale e uno spadaccino eccellente, migliore persino di James Norrington e Hector Barbossa, nonostante la mancata esperienza iniziale ad uno scontro vero e proprio. Ha dimostrato di combattere bene con altre armi, compresa un'ascia. In seguito alla morte di Davy Jones, acquisisce l'immortalità e il comando dell'Olandese volante. Spezzata la maledizione del vascello, ritorna mortale.

## Biografia

### Prologo
William "Will" Turner Jr. è l'unico figlio di William "Sputafuoco Bill" Turner Sr.. Secondo Jack Sparrow, Will ricorda molto suo padre, sia nell'aspetto che nelle capacità. Tuttavia, suo padre era assente durante la sua infanzia in Inghilterra, e Will è cresciuto credendo che fosse un marinaio mercantile. Dopo la morte di sua madre, Will, verso l'età di dodici anni, andò alla ricerca di suo padre, e, dopo essere stato salvato da un naufragio, fu portato a Port Royal e diventò apprendista fabbro.

### La maledizione della prima luna
Will Turner viene introdotto nella storia come un ragazzo salvato in mare dalla Marina Britannica, unico superstite di un attacco pirata. A bordo della nave che lo trae in salvo vi è il nuovo governatore di Port Royal, Weatherby Swann, con sua figlia Elizabeth. È proprio la bambina a notare il corpo di Will aggrappato a un relitto galleggiante. In seguito alla scoperta di un medaglione d'oro al collo del ragazzo, Elizabeth lo nasconde per paura che Will sia condannato in quanto pirata.
Nei successivi otto anni, Will ed Elizabeth manterranno un rapporto d'amicizia, anche se Will nasconde i suoi veri sentimenti per lei (e viceversa). In effetti c'è un altro pretendente, il neo-promosso Commodoro James Norrington, un uomo socialmente superiore a Will quasi in ogni aspetto che sembra destinato a sposare Elizabeth. Nel frattempo, Will si è trasformato in un esperto spadaccino, allenandosi con le decine di spade da lui stesso forgiate. Con l'inaspettato aiuto del suo maestro fabbro, Will è il responsabile (malgrado il suo maestro se ne assuma ogni merito) della cattura del pirata Jack Sparrow (giunto in città per requisire una nave e "aggressore" di Elizabeth), dopo un duello con le spade. Durante la notte, a causa della caduta in mare di Elizabeth (che aveva addosso il medaglione maledetto e quindi "chiama" la Perla Nera a Port Royal), Will si ritrova in mezzo ad un combattimento contro una banda di pirati maledetti, al servizio di Barbossa ma viene stordito e sviene. Al risveglio, non essendo stato ascoltato dal Commodoro Norrington, decide che per salvare Elizabeth decide di chiedere l'aiuto proprio di Jack Sparrow.
Con un trucco, riescono a salpare da Port Royal per dirigersi a Tortuga alla ricerca di una ciurma (requisendo la HMS Interceptor), ed è proprio durante il tragitto che Will comincia a capire le sue origini e la verità su suo padre. Insieme a Sparrow e alla ciurma riesce ad arrivare all'Isla de Muerta dove la ciurma della Perla Nera, guidata dal diabolico Capitan Hector Barbossa, ha portato Elizabeth al fine di far cessare la maledizione che grava su tutti loro: più tardi Will verrà a sapere che proprio suo padre aveva impedito alla ciurma di porre un termine alla maledizione (per vendicare l'ammutinamento nei confronti di Jack) e, pertanto, serviva il suo sangue per far sì che ciò avvenisse; tuttavia "Sputafuoco" era stato apparentemente ucciso e gettato in mare prima che Barbossa lo capisse e, quindi, si era messo alla ricerca del suo erede; poiché Elizabeth (per evitare saccheggi a Port Royal ai danni di suo padre, il governatore) aveva dichiarato davanti a tutta la ciurma di chiamarsi "Turner", Barbossa, credendo di aver trovato la figlia di "Sputafuoco", la rapisce. Approfittando di un litigio tra il Capitano e la ciurma, Will porta Elizabeth al sicuro lasciando però Jack in balia di Barbossa; Jack, però, sapendo che Barbossa cerca Will, gli propone di aiutarlo a catturarlo.
La Perla Nera raggiunge facilmente l'Interceptor, data la sua leggendaria velocità; dopo un duro scontro tra gli equipaggi delle due navi, l'Interceptor viene abbattuta e la ciurma catturata; Will, allora, per evitare che ad essa (e specialmente ad Elizabeth) venga fatto del male dichiara di essere il figlio di "Sputafuoco" e decide di consegnarsi a Barbossa in cambio della liberazione di Elizabeth. Così la Perla Nera si dirige verso l'Isla de Muerta per mettere in atto il sacrificio e Barbossa arriva ad un passo dall'uccidere Will. All'ultimo momento, però, compare Jack che inganna i pirati informandoli della presenza della Marina Britannica (guidata da Norrington) nella baia dell'isola in modo che finiscano nell'imboscata architettata da Norrington, in modo da mantenersi ancora invulnerabili. Gli fa credere che potranno impadronirsi senza pericolo della nave ammiraglia cosicché Barbossa possa fregiarsi del titolo di Commodoro, mentre a Jack, resterà la Perla Nera. Nella grotta restano solo Barbossa e alcuni dei suoi uomini con Will e Jack. A quel punto Jack rivela il suo piano: sfida Barbossa a duello mentre Will impegna gli altri pirati rimasti, aiutato da Elizabeth, sopraggiunta; dopo aver bagnato il tesoro con il suo sangue, Jack lancia la moneta a Will che lo imita, ferendosi e lasciando cadere nel forziere anche il proprio medaglione.
Ricomposto il tesoro, ricevuto il sacrificio di sangue, la maledizione scompare e i pirati ritornano uomini che possono essere feriti e uccisi: Jack rivolge verso Barbossa la pistola con il colpo conservato per dieci anni e spara, uccidendo il diabolico pirata. Sulla nave, i pirati si rendono conto di non esser più invulnerabili quando restano feriti o muoiono. Presto le armi cadono e cominciano ad arrendersi ai soldati di Norrington. Qualche tempo dopo, Jack è prossimo all'impiccagione, ma Will decide di aiutarlo a fuggire (e tornare a rivestire il ruolo di Capitano della Perla Nera), anche se questo significa diventarne complice. Poiché Elizabeth si schiera anch'essa dalla parte del pirata, Norrington decide di lasciarlo fuggire e di farsi da parte mentre Will ed Elizabeth finalmente si dichiarano l'uno all'altra.

### La maledizione del forziere fantasma
Il secondo film si apre col mancato matrimonio tra Will ed Elizabeth, durante il quale giunge Lord Cutler Beckett, potente e spietato leader della Compagnia delle Indie orientali, che fa arrestare i due giovani per il loro aiuto al Capitano Jack Sparrow. Inaspettatamente, Beckett propone un patto a Will: se questi gli porterà la bussola di Jack, allora concederà il perdono, oltre che al Capitano della Perla Nera, anche ai due giovani (anche se, in realtà, Beckett ha intenzione di offrire la grazia solo a Jack, se questi dovesse accettare di divenire un corsaro al servizio della Corona). Sebbene Will non capisca cosa Beckett abbia intenzione di fare una volta ottenuta la bussola, si mette alla ricerca di Jack e lo trova su un'isola abitata da cannibali (i Pelegostos); anche lui, come precedentemente la ciurma e il Capitano, viene catturato ma riesce a fuggire insieme agli altri. Jack, prima di consegnargli la bussola, gli chiede di aiutarlo a trovare la chiave che apre il Forziere di Davy Jones, il temuto Capitano dell'Olandese Volante. Malgrado anche in questo caso Will non capisca cosa Jack potrebbe fare con la chiave, accetta e si reca insieme alla ciurma presso la maga voodoo Tia Dalma per sapere dove si trova la nave.
Raggiunto un relitto, Will viene mandato ad esplorarlo, ma subito dopo viene attaccato dalla ciurma dell'Olandese, comparsa minacciosamente dalle acque. Will viene catturato e viene preso da Jones come prigioniero sulla nave di quest'ultimo nonostante Jack intenda andare a Isla Cruces per usare il cuore per ricattare Jones a lasciarlo andare. A bordo dell'Olandese, Will incontra suo padre, Sputafuoco Bill Turner, che Will credeva essere morto ma che in realtà aveva stretto un patto con Jones per essere salvato dal destino crudele a cui lo aveva relegato la ciurma di pirati maledetti. Suo padre lo salva dalla schiavitù a bordo della nave (a discapito della propria libertà) e lo aiuta a trovare la chiave e Will promette che farà di tutto per salvarlo. Fuggito, viene soccorso da un gruppo di marinai tra i quali in precedenza si trovava clandestinamente Elizabeth (fuggita di prigione e partita per cercarlo). La nave viene raggiunta dall'Olandese Volante e Jones ordina alla sua enorme e micidiale bestia, il Kraken, di attaccarla; Will è l'unico tra i comunque pochissimi sopravvissuti all'attacco a non essere catturato e si reca all'Isla Cruces per trovare il Forziere di Jones, nel quale si trova il suo cuore ancora pulsante col l'intento di pugnalarlo e porre fine sia alla sua "vita" sia alla stretta che questi ha su suo padre: ciò che non sa è che chi pugnala il cuore di Jones deve riporre il suo al suo posto poiché "All'Olandese occorre un cuore che batta!".
Sull'Isla Cruces reincontra Elizabeth, Jack e James Norrington (ritiratosi dal suo ruolo e ora momentaneamente membro della ciurma). Poiché sia Will, sia Jack, sia Norrington vogliono il Forziere i tre cominciano un duello. L'arrivo della ciurma dell'Olandese Volante complica le cose e Will finisce tramortito da Jack mentre Norrington fugge col forziere. Will e gli altri tornano alla Perla Nera e vengono attaccati prima dall'Olandese e poi dal Kraken; Will è l'unico a sapere come affrontare la terribile bestia e fa sollevare una rete con numerose botti di esplosivo e di rum: queste vengono poi fatte esplodere da Jack. Questo concede una breve tregua alla ciurma e Jack dà l'ordine di abbandonare la nave: mentre carica le armi sulla scialuppa Will vede Elizabeth e Jack che si baciano e pensa che la ragazza si sia innamorata di Sparrow; il Kraken attacca quindi la nave portandola negli abissi con sé insieme a Jack, che era stato legato all'albero da Elizabeth. La ciurma fa quindi ritorno da Tia Dalma e la maga chiede loro se siano disposti a salpare verso i confini del mondo per aver modo di salvare Jack e recuperare la Perla Nera; alla risposta affermativa di tutti riappare tra lo stupore generale il Capitano Hector Barbossa che la maga ha resuscitato proprio perché guidi la ciurma verso lo Scrigno di Davy Jones (la terra dei morti), dove Jack Sparrow è stato portato dal mostruoso Kraken.

### Ai confini del mondo
Mancando loro una nave, Will, Elizabeth, Barbossa e i pochi sopravvissuti della ciurma si recano a Singapore presso il temuto pirata Sao Feng per ottenere da questi una nave e una ciurma; Will viene incaricato di rubare le carte nautiche che conducono ai confini del mondo (che permetterebbero loro di raggiungere lo Scrigno del perfido Davy Jones, liberare Jack Sparrow e recuperare la Perla Nera), ma viene catturato dagli uomini del pirata. Barbossa ed Elizabeth, scoperta la cattura di Will, tentano di convincere Sao Feng a partecipare al IV Consiglio della Fratellanza dei Pirati Nobili per reagire al terrore scatenato per i mari dalla Compagnia delle Indie orientali e dall'Olandese Volante, ma durante il discorso, gli uomini della Compagnia irrompono nel covo del pirata e sono tutti costretti a fuggire.
Will viene preso da parte da Sao Feng che lo accusa di aver portato gli uomini di Lord Cutler Beckett a lui, ma Will fa un patto col pirata ed ottiene le carte nautiche, una nave e una ciurma; riunitosi agli altri, si imbarca per raggiungere lo Scrigno di Davy Jones. Durante il viaggio, tra Will ed Elizabeth cresce sempre più un distacco dovuto sia all'intento di Will di salvare suo padre da Jones sia ai sensi di colpa di Elizabeth per aver sacrificato la vita di Jack per salvarsi, fatto di cui Will non è a conoscenza. Raggiunto lo Scrigno e recuperato Jack, c'è un breve riavvicinamento tra i due, quando Elizabeth scopre la morte di suo padre; tuttavia, ritornati dallo Scrigno, i due si allontanano nuovamente perché viene a galla il patto che Will ha stretto con Sao Feng: raggiunti dal pirata, vengono tutti presi in ostaggio dagli uomini di Beckett, coi quali Sao Feng ha stretto un patto di cui anche Will era all'oscuro.
Per salvarsi, Barbossa concede a Sao Feng di portare via con sé Elizabeth, sebbene Will tenti di dissuaderlo. Quindi Sao Feng passa dalla parte di Barbossa e insieme si liberano degli uomini di Beckett e, mentre Sao Feng porta via con sé Elizabeth, Jack fa rinchiudere Will nelle celle della nave. Liberatosi, viene raggiunto da Jack che lo "usa" come tramite gettandolo in acqua perché venga salvato da Beckett: infatti Jack intende attuare un'imboscata per Beckett convinto che verrà solo lui alla Baia dei Relitti. Will viene infatti recuperato e stringe, a insaputa di Jack, un patto con Beckett e Jones; viene anche a sapere che Jones, amante della dea del mare Calipso l'aveva tradita, dicendo al I Consiglio come imprigionarla in forma umana, affinché gli uomini potessero dominare gli oceani: scopo (poi riuscito) di Barbossa è proprio di liberare la dea mediante il Consiglio. In seguito Will viene scambiato con Jack da Elizabeth (eletta Pirata Re proprio da Jack) in modo che Jack possa fungere da infiltrato nella flotta nemica e pugnalare il cuore ed affronta insieme a lei, Barbossa e gli altri pirati la Compagnia e l'Olandese; durante la battaglia Will ed Elizabeth vengono sposati in modo alquanto rocambolesco da Barbossa (Capitano della nave, data l'assenza di Jack).
Giunto sull'Olandese, si scontra con suo padre (che ha cominciato a perdere la memoria e non lo riconosce). Poi, sconfitto il genitore, affronta, insieme ad Elizabeth, Jones ma i due vengono sconfitti e Will viene trafitto da Davy Jones. Jack, sopraggiunto, fa pugnalare a Will il cuore di Jones in modo che abbia salva la vita divenendo il nuovo Capitano dell'Olandese Volante, al posto di Davy Jones. Riemerso dalle acque, Will (insieme ai suoi alleati) sconfigge Beckett e la Compagnia; l'essere diventato Capitano dell'Olandese Volante lo condanna a vagare per dieci anni in mare prima di poter stare di nuovo insieme ad Elizabeth ma, prima di salpare, ha ancora un giorno da passare insieme all'amata. Nella scena finale, dopo i titoli di coda, Will ritorna dopo dieci anni, recandosi alla stessa brughiera dove lui ed Elizabeth si erano lasciati, trovando l'amata e il figlio che è nato dal loro amore (e che Will non ha mai conosciuto).

### La vendetta di Salazar
All'inizio del film, il giovane figlio di Will, Henry Turner che ha dodici anni, incontra il padre a bordo dell'Olandese volante. Will si presenta già coi sintomi della maledizione sul viso, avendo abbandonato ogni speranza di salvezza perché è condannato. Invita anche il figlio, che ha trovato il modo di salvargli la vita e liberarlo dalla maledizione, a dimenticarlo. Alla fine del film, rotto il tridente di Poseidone grazie a Jack, sono annullate tutte le maledizioni, e così anche quella di Will Turner che può finalmente scendere a terra e riabbracciare la moglie Elizabeth Swann e il figlio, compresa la sua futura nuora Carina Smyth.
Nella scena dopo i titoli di coda si vede Will dormire con Elizabeth nella stanza da letto, e una misteriosa e sinistra figura apparire verso di loro, di cui si intravede solo una chela di granchio. Will si sveglia e crede sia stato un incubo. Ma sul pavimento ci sono le tracce della creatura: si tratta del redivivo Davy Jones che ora vuole avere vendetta su di lui, Jack ed Elizabeth e adesso può camminare sulla terra ferma.

## Personalità e sviluppo nei film
Prima di incontrare Jack Sparrow, Will era un comune fabbro e la sua vita ruotava attorno al suo lavoro e al suo lontano desiderio di Elizabeth Swann, una donna che sapeva non avrebbe mai potuto essere sua moglie. Will credeva che suo padre fosse un rispettabile marinaio mercantile. Quando ha inviato a Will un medaglione azteco, suo figlio ha pensato che fosse solo un gingillo esotico che aveva raccolto durante i suoi viaggi. Ma il suo mondo è stato presto capovolto, dove si è ritrovato risucchiato in un mondo da incubo di pirati, avventura e tradimento. Will rimase scioccato e costernato quando Jack gli aveva rivelato che suo padre era Sputafuoco Bill Turner, "un pirata e un brav'uomo". Will era quindi diviso tra due mondi: uno imposto dai rigidi standard della società e l'altro dettato dalla libertà di condurre una vita da pirata. Ben presto abbracciò la sua eredità di pirati mentre perseguiva i propri scopi; navigare i mari per salvare suo padre, trovare la sua vera identità e riunirsi con il suo vero amore Elizabeth Swann. Nonostante i migliori sforzi di Will per aderire alla struttura della classe sociale, si rende conto che alcune regole sono fatte per essere infrante.
Nella sua vita, Will Turner è un uomo molto coraggioso e di animo nobile, disposto a rischiare la vita per le persone a cui tiene. È estremamente leale, specialmente a Elizabeth Swann e sosteneva che sarebbe morto per lei se avesse dovuto. William è anche educato e umile con quelli di rango più alto di lui, ma raramente riceve congratulazioni o complimenti durante il suo periodo come fabbro. Will è cresciuto senza una figura paterna, ispirandosi ai modelli che lo circondano. Quando Will Turner e Jack Sparrow sono stati messi insieme, Jack ha aperto gli occhi di Will su cosa significa essere un uomo. Jack gli ha insegnato che non può seguire ciecamente regole senza senso; un uomo deve prendere le proprie decisioni, giuste o sbagliate, e perseguire ciò che vuole nella vita. James Norrington ha notato che Will possedeva una personalità avventata e Will era disposto a infrangere la legge se lo riteneva necessario. Ad esempio, liberò Jack Sparrow dalla prigione dopo che Elizabeth fu catturata dai pirati di Barbossa e in seguito salvò Jack dall'esecuzione.
Salvato da bambino in mare, Will incontrò per la prima volta Elizabeth quando erano bambini. Will è stato salvato dopo che i pirati hanno attaccato la nave su cui stava navigando. Will si innamorò di Elizabeth, ma all'inizio era riluttante a parlarle dei suoi sentimenti a causa del loro divario sociale. Otto anni dopo il loro incontro, Will era l'uomo dei sogni di Elizabeth, anche se sapeva che suo padre, il governatore Weatherby Swann, non avrebbe mai permesso alla sua bella figlia di sposare un fabbro di basso livello. Ciò era cambiato, tuttavia, poiché Will ed Elizabeth erano sul punto di sposarsi un anno dopo, fino a quando Lord Cutler Beckett interruppe i loro piani ben congegnati arrestandoli. Diventando un pirata, Will è diventato più aperto sui suoi sentimenti verso Elizabeth e alla fine si sono sposati durante la battaglia intorno al maelstrom.
Will aveva anche strani rapporti con Jack Sparrow; sebbene i due si tradissero spesso a vicenda, alla fine erano buoni conoscenti. A parte le loro differenze, a volte si sono salvati la vita a vicenda. Quando Jack ha affrontato il boia, Will Turner si è precipitato a salvargli la vita, mettendo a rischio la sua. Sebbene Will sappia che lui stesso potrebbe essere impiccato come pirata, aveva un forte senso di ciò che è giusto e ciò che non lo è e la sua coscienza si sarebbe ripulita. Will salvò Jack dalla sua esecuzione per averlo aiutato a Isla de Muerta, anche se Will stesso aveva tradito Jack sull'isola in anticipo. Sull'Isola Cannibale, all'inizio Will non voleva lasciare Jack indietro, finché non vede i Pelegosto corrergli dietro. Jack ha avuto la sua giusta parte nel salvare la vita di Will, in particolare quando Will è stato trafitto da Davy Jones, Jack ha rinunciato alla sua possibilità di immortalità e ha fatto pugnalare a Turner il cuore di Jones, garantendogli l'immortalità e il ruolo di capitano dell'Olandese Volante.
Quando Will Turner ha annullato la maledizione restituendo le ultime monete azteche nel forziere, tecnicamente ha ucciso suo padre perché in quel momento, da qualche parte in fondo all'oceano, Sputafuoco Bill è diventato mortale. Così Will è stato torturato, vivendo con questo senso di colpa fino a quando non si è riunito con suo padre a bordo dell'Olandese Volante, la nave fantasma capitanata da Davy Jones. Ma nel profondo, prima del ritorno della sua mortalità, Sputafuoco vendette la sua anima a Davy Jones per alleviare la sua sofferenza eterna.
Will è anche un uomo di parola e se avesse fatto una promessa l'avrebbe sempre mantenuta. Ha promesso di liberare suo padre da Davy Jones e dall'Olandese Volante, e ha cercato di fare tutto il possibile per onorare quel voto, ma senza dimenticare che ama ancora Elizabeth e vuole riportarla nella sua vita.

## Altre apparizioni
Will Turner è presente nel secondo e terzo capitolo dei videogiochi Kingdom Hearts nel mondo di Port Royal e dei Caraibi.